# Lyman Lemnitzer
Lyman Louis Lemnitzer (Honesdale, 29 agosto 1899 – Washington, 12 novembre 1988) è stato un generale statunitense.
Lemnitzer col grado di generale, ha servito come presidente dei capi di stato maggiore congiunto (Chairman of the Joint Chiefs of Staff) dal 1960 al 1962. Ha poi lavorato come comandante supremo della NATO 1963-1969.

## Vita e formazione
Di famiglia luterana, si è diplomato alla Honesdale High School nel 1917. Poi è entrato nella Accademia Militare degli Stati Uniti di West Point, dove si è laureato nel 1920 ed un impiego come sottotenente di artiglieria costiera.

## Gli inizi della carriera
Ha servito a Rhode Island e nelle Filippine. Fu istruttore a West Point nel 1926-1930.
Lemnitzer ha servito di nuovo nelle Filippine nel 1934-1935, e si è laureato come General Staff College comando dell'esercito degli Stati Uniti nel 1936.
Fu istruttore presso la Scuola di Artiglieria Costiera, e si è laureato alla United States Army War College nel 1940.
All'inizio della seconda guerra mondiale, ha servito con il 70º Reggimento Artiglieria Costiera e poi il 38ª brigata d'artiglieria costiera.
Nel maggio 1941 Lemnitzer era un colonnello, ed è stato assegnato alla Divisione piani di guerra del personale dell'esercito, e poi al personale delle Forze di Terra dell'esercito.

## La seconda guerra mondiale
Lemnitzer è stato promosso generale di brigata nel giugno 1942 e ha comandato il 34ª brigata d'artiglieria costiera.
Successivamente è stato assegnato al personale del generale Eisenhower, dove ha contribuito a formare i piani per le invasioni del Nord Africa e della Sicilia ed è stato promosso a maggiore generale nel novembre 1944. Lemnitzer è stato uno dei responsabili inviati a negoziare coi fascisti italiani durante l'Operazione Sunrise e la resa tedesca nel 1945.

## Post-seconda guerra mondiale
Dopo la fine della seconda guerra mondiale, Lemnitzer è stato assegnato al comitato strategico Survey del Joint Chiefs of Staff e successivamente è stato nominato Vice Comandante della Nazionale War College.

## Ultimi anni
Lemnitzer si ritirò dai militari nel mese di luglio 1969.

## La morte
Lemnitzer morì il 12 novembre 1988 ed è sepolto nel cimitero nazionale di Arlington.

## Nella cultura di massa
Lemnitzer è stato interpretato da John Seitz nel film del 1991 di Oliver Stone.

## Premi e decorazioni
Lemnitzer ha ricevuto numerosi riconoscimenti militari e decorazioni, nel 1959 ha ricevuto dalla Gran Loggia di New York la Distinguished Achievement Award Medal, essendo Massone, membro della St. Paul Lodge  n. 14 di Newport.